# Lugait
Lugait est une localité de la province du Misamis oriental, aux Philippines. En 2015, elle compte 19 758 habitants.